# Joan Verdú Sánchez
Joan Verdú Sánchez (* 23. Mai 1995 in Andorra la Vella) ist ein andorranischer Skirennläufer.

## Biografie
Verdú absolvierte im Dezember 2010 erstmals ein FIS-Rennen. Bei den Olympischen Jugend-Winterspielen 2012 gewann Verdú die Bronzemedaille im Super-G. Im November 2012 fuhr er erstmals im Europacup, als er sich im Riesenslalom von Levi nicht für den zweiten Durchgang qualifizieren konnte. Sein Weltcupdebüt gab Verdú im Oktober 2016; er wurde im Riesenslalom von Sölden 64. im ersten Durchgang und verpasste somit klar die Qualifikation für den zweiten Durchgang. Im Januar 2017 sammelte Verdú erstmals Europacuppunkte; im Riesenslalom von Davos wurde er Zehnter. 2013 und 2017 nahm Verdú an den Alpinen Skiweltmeisterschaften teil. Sein bestes Ergebnis war ein 27. Platz in der Kombination 2017. 2014 nahm er zudem an den Olympischen Winterspielen teil; er trat nur im Riesenslalom an und schied dort aber im ersten Durchgang aus.
In der Saison 2021/22 gewann er bei den zwei Riesentorläufen am Glungezer seine ersten Europacuprennen. Nach weiteren Siegen auf der Reiteralm und in Oppdal stand er als Sieger der Europacupwertung im Riesentorlauf fest. Damit hat er für die folgende Weltcupsaison ein Startrecht bei allen Riesentorläufen, unabhängig vom Nationenkontingent. Er ist der erste Sportler aus Andorra, dem dies gelang. Einen weiteren historischen Erfolg erreichte er bei den Olympischen Winterspielen in Peking. Im Riesentorlauf gelang ihm mit der drittschnellsten Zeit im zweiten Durchgang noch der Sprung auf Platz 9. Noch nie war ein Sportler aus Andorra besser platziert bei Olympischen Winterspielen. Am 17. März 2022 gewann er beim Riesentorlauf von Kranjska Gora mit Rang 17 seine ersten Weltcuppunkte.
In der folgenden Saison 2022/23 verbesserte er dieses Resultat in den beiden Riesentorläufen in Alta Badia am 18./19. Dezember 2022, bei denen er jeweils den 12. Platz erreichte. Dies ist gleichbedeutend mit der bis dahin besten Platzierung eines Skirennläufers aus Andorra im alpinen Skiweltcup. Bei den Alpinen Skiweltmeisterschaften 2023 in Courchevel/Méribel erreichte Verdú mit Platz 10 im Parallelrennen das erste Top-Ten-Ergebnis eines andorranischen Skirennläufers bei Weltmeisterschaften.
Am 9. Dezember 2023 erreichte Verdú seinen ersten Podestplatz im Weltcup, es war dies zugleich der erste Podestplatz eines alpinen Skirennläufers aus Andorra in der Geschichte des Weltcups.
Im Riesenslalom-Saisonfinale am 16. März 2024 in Saalbach wurde Verdú zweiter.

## Erfolge

### Olympische Spiele
- Pyeongchang 2018: 27. Kombination, 28. Super-G, 37. Abfahrt
- Peking 2022: 9. Riesenslalom

### Weltmeisterschaften
- Schladming 2013: 39. Riesenslalom
- St. Moritz 2017: 27. Kombination, 33. Abfahrt
- Cortina d’Ampezzo 2021: 26. Super-G
- Courchevel/Méribel 2023: 10. Parallel

### Weltcup
- 4 Platzierungen unter den besten zehn, davon 2 Podestplätze

### Weltcupwertungen
| Saison  | Gesamt | Gesamt | Riesenslalom | Riesenslalom |
| Saison  | Platz  | Punkte | Platz        | Punkte       |
| ------- | ------ | ------ | ------------ | ------------ |
| 2021/22 | 126.   | 14     | 42.          | 14           |
| 2022/23 | 68.    | 100    | 19.          | 100          |
| 2023/24 | 39.    | 221    | 10.          | 221          |
| 2024/25 | 55.    | 153    | 18.          | 153          |

### Olympische Jugend-Winterspiele
- Innsbruck 2012: 3. Super-G, 8. Slalom

### Juniorenweltmeisterschaften
- Sotschi 2016: 11. Abfahrt, 21. Super-G, DNF Riesenslalom, DNF Slalom, DNF Alpine Kombination

### Europacup
- Saison 2021/22: 1. Riesenslalomwertung
- 6 Podestplätze, davon 4 Siege

| Datum             | Ort       | Land       | Disziplin    |
| ----------------- | --------- | ---------- | ------------ |
| 19. Dezember 2021 | Glungezer | Österreich | Riesenslalom |
| 20. Dezember 2021 | Glungezer | Österreich | Riesenslalom |
| 4. Februar 2022   | Reiteralm | Österreich | Riesenslalom |
| 18. Februar 2022  | Oppdal    | Norwegen   | Riesenslalom |

### Nor-Am Cup
- Saison 2016/17: 7. Super-G-Wertung
- 3 Siege:

| Datum             | Ort      | Land   | Disziplin |
| ----------------- | -------- | ------ | --------- |
| 15. Dezember 2015 | Panorama | Kanada | Super-G   |
| 11. Dezember 2016 | Panorama | Kanada | Super-G   |
| 12. Dezember 2015 | Panorama | Kanada | Super-G   |

### South American Cup
- Saison 2017/18: 17. Gesamtwertung, 7. Kombinationswertung, 11. Abfahrtswertung, 14. Riesenslalomwertung, 27. Super-G-Wertung
- Saison 2018/19: 30. Gesamtwertung, 5. Riesenslalomwertung, 13. Slalomwertung
- 5 Platzierungen unter den besten 10, davon 3 Podestplätze

### Weitere Erfolge
- 17 Siege bei FIS-Rennen
- Andorranischer Meister: Slalom 2013, Riesenslalom 2015, Abfahrt 2016